# Haustellum
Haustellum is een geslacht van weekdieren uit de klasse van de Gastropoda (slakken).

## Soorten
- Haustellum barbieri Houart, 1993
- Haustellum bondarevi Houart, 1999
- Haustellum damarcoi Briano & Damarco, 2011
- Haustellum fallax (E. A. Smith, 1901)
- Haustellum franchii Bozzetti, 1993
- Haustellum haustellum (Linnaeus, 1758)
- Haustellum kurodai Shikama, 1964
- Haustellum langleitae Houart, 1993
- Haustellum longicaudum (F. C. Baker, 1891)
- Haustellum lorenzi Houart, 2013
- Haustellum tweedianum (Macpherson, 1962)
- Haustellum vicdani Kosuge, 1980
- Haustellum wilsoni D'Attilio & Old, 1971